# Monos
Pour le film, voir Monos (film).
Monos est une île de Trinité-et-Tobago située en mer des Caraïbes. Elle fait partie des îles Bocas entre l'île de la Trinité et le Vénézuela. Elle est ainsi nommée car l'île était autrefois habitée par des singes hurleurs roux (monos étant le terme espagnol pour désigner les singes).